# Grigorij Mebes
Grigorij Ottonowicz Mebes (ros. Григорий Оттонович Мёбес, ur. 1868 w Rydze, zm. 1930 w Ust-Sysolsku) – rosyjski okultysta, teozof, martynista, autor wydanego w języku rosyjskim dwutomowego wykładu nauk tajemnych (Enciklopediczeskij kurs okkultizma, 1912). Studiował na wydziale matematyczno-fizycznym Uniwersytetu w Sankt Petersburgu. Następnie był nauczycielem w szkole realnej w Uriupinsku, gimnazjum w Nowogrodzie, szkole realnej w Wołogdzie i w Czerepowcu. Od 1904 uczył w szkole realnej w Carskim Siole i w Nikołajewskim Korpusie Kadetów. Od 1907 uczył matematyki w Korpusie Paziów i w Nikołajewskim Korpusie Kadetów.
W grudniu 1925 roku został aresztowany pod zarzutem kierowania organizacją masońską i skazany na trzy lata łagrów sołowieckich. Prawdopodobnie zmarł w 1930 roku w Ust-Sysolsku.
Był żonaty z Marią Alfredowną Nestorow.

## Publikacje
- Мёбес Г. О. Курс энциклопедии оккультизма. Составила по лекциям Г. О. М. ученица N40 F. F. R. C. R. С.-Петербург, 1912.
- Мёбес Г. О. Медитации на Арканы Таро. Дополнения к Энциклопедии оккультизма, лекции. 1921.
- (tłum. Karol Chobot): Wiedza tajemna. Encyklopedyczny wykład nauk tajemnej wiedzy duchowej opracowany na podstawie egipskiej symboliki. Cieszyn, 1921